# Caius Claudius Crassus
Caius Claudius Crassus (né vers 370 av. J.-C. ; mort en 337 av. J.-C.) était un homme politique romain issu d'une riche famille patricienne.
Il était le père d'Appius Claudius Caecus, le fils d'Appius Claudius Crassus Inregillensis (en) et le demi-frère d'Appius Claudius Nero.